# Mistrzostwa Polski w Podnoszeniu Ciężarów Kobiet 2010
17. edycja Mistrzostw Polski w podnoszeniu ciężarów kobiet odbyła się w dniach 26–27 czerwca 2010 roku w Puławach.

## Wyniki
| Konkurencja: | Złoto:                                      | Wynik        | Srebro:                                        | Wynik        | Brąz:                                        | Wynik        |
| 48 kg        | Sylwia Lalik (Unia Hrubieszów)              | 133 (58+75)  | Wioleta Jastrzębska (WLKS Siedlce Iganie Nowe) | 129 (59+70)  | Agata Fus (Znicz Biłgoraj)                   | 125 (56+69)  |
| 53 kg        | Marzena Karpińska (Znicz Biłgoraj)          | 167 (75+92)  | Katarzyna Feledyn (Wisła Puławy)               | 143 (66+77)  | Agnieszka Zacharek (AKS Białogard)           | 140 (62+78)  |
| 58 kg        | Marieta Gotfryd (Maks Tytan Oława)          | 199 (94+105) | Joanna Łochowska (UKS Zielona Góra)            | 188 (84+104) | Katarzyna Grabarczyk (LKS Ekopak Dobryszyce) | 169 (77+92)  |
| 63 kg        | Katarzyna Ostapska (AZS AWF Biała Podlaska) | 190 (84+106) | Dominika Misterska (WLKS Siedlce Iganie Nowe)  | 188 (82+106) | Martyna Mędza (WLKS Siedlce Iganie Nowe)     | 182 (81+101) |
| 69 kg        | Anna Leśniewska (Mazovia Ciechanów)         | 200 (87+113) | Monika Olszewska (Mazovia Ciechanów)           | 185 (80+105) | Joanna Krumin (Śląsk Wrocław)                | 167 (75+92)  |
| 75 kg        | Ewa Mizdal (Unia Hrubieszów)                | 210 (96+114) | Małgorzata Wiejak (Wisła Puławy)               | 189 (85+104) | Ewelina Zaborowska (Atleta Gdańsk)           | 184 (83+101) |
| +75 kg       | Agata Wróbel (WLKS Siedlce Iganie Nowe)     | 215 (95+120) | Sandra Spyra (Andaluzja Piekary Śląskie)       | 203 (93+110) | Magdalena Pasko (Lechia Sędziszów)           | 201 (90+111) |